# Fred Auckenthaler
Frédéric "Fred" Auckenthaler (1899 Lausanne – 18. února 1946 Mülhausen) byl švýcarský reprezentační hokejový útočník.
V roce 1924 byl členem Švýcarského hokejového týmu, který skončil osmý na zimních olympijských hrách.